# Bêta-Phellandrène
Pour les articles homonymes, voir Phellandrène.
Le β-phellandrène est un hydrocarbure monocyclique de formule chimique C10H16. Il s'agit d'un terpénoïde insaturé possédant deux doubles liaisons dans un cycle cyclohexadiène. Il est isomère d'un grand nombre de composés, et notamment de l'α-phellandrène, dont les deux doubles liaisons sont dans un cycle cyclohexadiène. Il se présente sous la forme d'un liquide huileux incolore à l'odeur épicée rappelant la menthe poivrée légèrement citronnée. On le trouve par exemple dans l'huile essentielle de fenouil ou dans le baume du Canada.
Ses produits d'oxydation au contact de l'air ou de la peau sont des pro-haptènes pouvant susciter des allergies.